# Список сенаторов США от Миннесоты
Сенаторы США от Миннесоты являются представителями штата Миннесота в Сенате США — верхней палате Конгресса США, высшего федерального органа законодательной власти страны. Сенат США состоит из 100 членов, по два сенатора от каждого из пятидесяти штатов США. Каждый сенатор избирается сроком на 6 лет, при этом каждые два года происходят перевыборы трети сенаторов. В зависимости от этого, сенаторы США подразделяются на три класса. Сенаторы каждого из этих классов обладают одинаковой значимостью — единственное отличие состоит во времени их переизбрания. От Миннесоты избираются сенаторы 1-го и 2-го класса.
В декабре 1856 года Генри Райс, представитель территории Миннесота в Конгрессе, внёс на рассмотрение законопроект о вступлении Миннесоты в США. Он был принят 27 февраля 1857 года. Миннесота официально вступила в США в качестве штата 11 мая 1858, это решение было подтверждено президентом США Джеймсом Бьюкененом. Информация дошла до Миннесоты только через 2 недели. 24 мая 1858 года государственные должностные лица приняли присягу, и было создано правительство штата Миннесоты. Таким образом, первый губернатор вступил в должность 24 мая, а первые сенаторы начали выполнять свои обязанности 11 мая. Первыми сенаторами стали Генри Райс и Джеймс Шилдс.
Согласно 1-й статье конституции США, сенатором может стать кандидат старше 30 лет, который более 9 лет является гражданином США и проживает на момент избрания в штате, который желает представлять. Первоначально сенаторов избирали члены законодательных собраний штатов. После ратификации 17-й поправки к Конституции США в 1913 году, сенаторы США стали избираться прямыми выборами, в которых могут принять участие все избиратели штата. В случае, если сенатор США от Миннесоты досрочно прекращает свои полномочия, губернатор штата может назначить на его место другого представителя штата, который будет сенатором до тех пор, пока не будут проведены прямые выборы нового сенатора.
С 1858 года в Сенате США было 16 сенаторов первого класса и 27 сенаторов второго класса от штата Миннесота. Уильям Уиндом трижды избирался сенатором 2-го класса после перерывов в сроке сенаторства, Джозеф Болл — дважды. Хьюберт Хамфри работал сенатором 2-го класса, после чего был избран вице-президентом США, а затем стал сенатором 1-го класса. Наиболее продолжительное время обязанности сенатора США от Миннесоты выполняли Генрик Шипстед и Ньют Нельсон (более 24 лет). Сенаторы Хьюберт Хамфри и Уолтер Мондейл формально возглавляли Сенат, став вице-президентами США. В настоящее время сенаторами США от Миннесоты являются демократы Эми Клобушар (англ. Amy Klobuchar, 16-й сенатор 1-го класса) и Тина Смит (англ. Tina Smith, 28-й сенатор 2-го класса). Эми Клобушар является сенатором с 3 января 2007 года, а Тина Смит вступила в должность 3 января 2018 года.
В списке представлены сенаторы США 1-го и 2-го класса от штата Миннесота в порядке их присутствия в Конгрессах. Принадлежность к партии обозначена цветом.
 Республиканская партия (25)
 Независимая партия Миннесоты (1)
 Фермерско-трудовая партия Миннесоты (4)
 Демократическая партия (3)
 Демократическая фермерско-трудовая партия Миннесоты (10)
| Сенаторы 1-го класса                        | Сенаторы 1-го класса                      | Сенаторы 1-го класса                          | Сенаторы 1-го класса | Сенаторы 1-го класса | Сенаторы 1-го класса | Конгресс | Сенаторы 2-го класса | Сенаторы 2-го класса | Сенаторы 2-го класса | Сенаторы 2-го класса                  | Сенаторы 2-го класса | Сенаторы 2-го класса       |
| №                                           | Портрет                                   | Сенатор (Годы жизни, история выборов)         | Сенатор (Годы жизни, история выборов) | Срок полномочий | Срок | Конгресс | Срок | № | Портрет | Сенатор (Годы жизни, история выборов) | Сенатор (Годы жизни, история выборов) | Срок полномочий            |
| 1                                           |                                           |                                               | Генри Райс 1816—1894 был представителем Миннесоты в Конгрессе США с 4 марта 1853 по 3 марта 1857, пробыл один срок сенатором, второй раз не баллотировался. | 11 мая 1858 — 4 марта 1863 | 1 | 35 | 1 | 1 | |                                       | Джеймс Шилдс 1810—1879 был избран сенатором в 1858 году, проиграл выборы в 1859 году, был председателем комитета по революционным издержкам. | 11 мая 1858 — 4 марта 1859 |
| 1                                           | 36                                        | 2                                             | Генри Райс 1816—1894 был представителем Миннесоты в Конгрессе США с 4 марта 1853 по 3 марта 1857, пробыл один срок сенатором, второй раз не баллотировался. | 11 мая 1858 — 4 марта 1863 | 1 | 2 | | | Мортон Уилкинсон 1819—1891 был избран сенатором в 1859 году, проиграл выборы в 1865, был председателем комитета по революционным издержкам. | 4 марта 1859 — 4 марта 1865           | |                            |
| 1                                           | 37                                        | 2                                             | Генри Райс 1816—1894 был представителем Миннесоты в Конгрессе США с 4 марта 1853 по 3 марта 1857, пробыл один срок сенатором, второй раз не баллотировался. | 11 мая 1858 — 4 марта 1863 | 1 | 2 | | | Мортон Уилкинсон 1819—1891 был избран сенатором в 1859 году, проиграл выборы в 1865, был председателем комитета по революционным издержкам. | 4 марта 1859 — 4 марта 1865           | |                            |
| 2                                           |                                           | 2                                             | | Александр Рамси 1815—1903 был избран сенатором в 1863 году, переизбран в 1869 году, председатель комитетов почты и почтовых дорог, революционных издержек.                                                                    | 4 марта 1863 — 4 марта 1875 | 2 | 2 | 38 | Мортон Уилкинсон 1819—1891 был избран сенатором в 1859 году, проиграл выборы в 1865, был председателем комитета по революционным издержкам. | 4 марта 1859 — 4 марта 1865           | |                            |
| 2                                           | 39                                        | 3                                             | 3 | Александр Рамси 1815—1903 был избран сенатором в 1863 году, переизбран в 1869 году, председатель комитетов почты и почтовых дорог, революционных издержек.                                                                    | 4 марта 1863 — 4 марта 1875 | | 2 | | Даниэль Нортон 1829—1870 был избран сенатором от национального союза в 1865 году, умер 13 июля 1870 года в должности. | 4 марта 1865 — 13 июля 1870           | |                            |
| 2                                           | 40                                        | 3                                             | 3 | Александр Рамси 1815—1903 был избран сенатором в 1863 году, переизбран в 1869 году, председатель комитетов почты и почтовых дорог, революционных издержек.                                                                    | 4 марта 1863 — 4 марта 1875 | | 2 | | Даниэль Нортон 1829—1870 был избран сенатором от национального союза в 1865 году, умер 13 июля 1870 года в должности. | 4 марта 1865 — 13 июля 1870           | |                            |
| 2                                           | 3                                         | 3                                             | 3 | Александр Рамси 1815—1903 был избран сенатором в 1863 году, переизбран в 1869 году, председатель комитетов почты и почтовых дорог, революционных издержек.                                                                    | 4 марта 1863 — 4 марта 1875 | 41 | | | Даниэль Нортон 1829—1870 был избран сенатором от национального союза в 1865 году, умер 13 июля 1870 года в должности. | 4 марта 1865 — 13 июля 1870           | |                            |
| 2                                           | 3                                         | 3                                             | вакантно с 13 июля по 15 июля 1870 года | Александр Рамси 1815—1903 был избран сенатором в 1863 году, переизбран в 1869 году, председатель комитетов почты и почтовых дорог, революционных издержек.                                                                    | 4 марта 1863 — 4 марта 1875 | 41 | | | |                                       | |                            |
| 2                                           | 3                                         | 3                                             | 4 | Александр Рамси 1815—1903 был избран сенатором в 1863 году, переизбран в 1869 году, председатель комитетов почты и почтовых дорог, революционных издержек.                                                                    | 4 марта 1863 — 4 марта 1875 | 41 | | | Уильям Уиндом 1827—1891 был назначен сенатором после смерти Нортона для завершения его срока. | 15 июля 1870 — 22 января 1871         | |                            |
| 2                                           | 3                                         | 3                                             | 5 | Александр Рамси 1815—1903 был избран сенатором в 1863 году, переизбран в 1869 году, председатель комитетов почты и почтовых дорог, революционных издержек.                                                                    | 4 марта 1863 — 4 марта 1875 | 41 | | | Озора Стернс 1831—1896 был избран сенатором 18 января 1871 года для замещения умершего сенатора Нортона. Второй раз не баллотировался. | 23 января 1871 — 4 марта 1871         | |                            |
| 2                                           | 3                                         | 42                                            | 4 | Александр Рамси 1815—1903 был избран сенатором в 1863 году, переизбран в 1869 году, председатель комитетов почты и почтовых дорог, революционных издержек.                                                                    | 4 марта 1863 — 4 марта 1875 | 6 | | | Уильям Уиндом 1827—1891 был избран сенатором в 1871 году, переизбран в 1877, ушёл в отставку в марте 1881 года из-за назначения казначеем США. | 4 марта 1871 — 7 марта 1881           | |                            |
| 2                                           | 3                                         | 43                                            | 4 | Александр Рамси 1815—1903 был избран сенатором в 1863 году, переизбран в 1869 году, председатель комитетов почты и почтовых дорог, революционных издержек.                                                                    | 4 марта 1863 — 4 марта 1875 | 6 | | | Уильям Уиндом 1827—1891 был избран сенатором в 1871 году, переизбран в 1877, ушёл в отставку в марте 1881 года из-за назначения казначеем США. | 4 марта 1871 — 7 марта 1881           | |                            |
| 3                                           |                                           |                                               | 4 | Сэмюэл Макмиллан 1826—1897 был избран сенатором в 1875 году, переизбран в 1881 году. Не участвовал в выборах 1886 года. | 4 марта 1875 — 4 марта 1887 | 6 | 4 | 44 | Уильям Уиндом 1827—1891 был избран сенатором в 1871 году, переизбран в 1877, ушёл в отставку в марте 1881 года из-за назначения казначеем США. | 4 марта 1871 — 7 марта 1881           | |                            |
| 3                                           | 45                                        | 5                                             | | Сэмюэл Макмиллан 1826—1897 был избран сенатором в 1875 году, переизбран в 1881 году. Не участвовал в выборах 1886 года. | 4 марта 1875 — 4 марта 1887 | 6 | 4 | | Уильям Уиндом 1827—1891 был избран сенатором в 1871 году, переизбран в 1877, ушёл в отставку в марте 1881 года из-за назначения казначеем США. | 4 марта 1871 — 7 марта 1881           | |                            |
| 3                                           | 46                                        | 5                                             | | Сэмюэл Макмиллан 1826—1897 был избран сенатором в 1875 году, переизбран в 1881 году. Не участвовал в выборах 1886 года. | 4 марта 1875 — 4 марта 1887 | 6 | 4 | | Уильям Уиндом 1827—1891 был избран сенатором в 1871 году, переизбран в 1877, ушёл в отставку в марте 1881 года из-за назначения казначеем США. | 4 марта 1871 — 7 марта 1881           | |                            |
| 3                                           | 5                                         | 5                                             | 47 | Сэмюэл Макмиллан 1826—1897 был избран сенатором в 1875 году, переизбран в 1881 году. Не участвовал в выборах 1886 года. | 4 марта 1875 — 4 марта 1887 | 6 | | | Уильям Уиндом 1827—1891 был избран сенатором в 1871 году, переизбран в 1877, ушёл в отставку в марте 1881 года из-за назначения казначеем США. | 4 марта 1871 — 7 марта 1881           | |                            |
| 3                                           | 5                                         | 5                                             | 47 | Сэмюэл Макмиллан 1826—1897 был избран сенатором в 1875 году, переизбран в 1881 году. Не участвовал в выборах 1886 года. | 4 марта 1875 — 4 марта 1887 | вакантно с 7 марта по 12 марта 1881 года | | | |                                       | |                            |
| 3                                           | 5                                         | 5                                             | 47 | Сэмюэл Макмиллан 1826—1897 был избран сенатором в 1875 году, переизбран в 1881 году. Не участвовал в выборах 1886 года. | 4 марта 1875 — 4 марта 1887 | 7 | | | Алонзо Эджертон 1827—1896 был назначен сенатором вместо Уиндома, после возвращения которого к обязанностям, отстранён. | 12 марта 1881 — 30 октября 1881       | |                            |
| 3                                           | 5                                         | 5                                             | 47 | Сэмюэл Макмиллан 1826—1897 был избран сенатором в 1875 году, переизбран в 1881 году. Не участвовал в выборах 1886 года. | 4 марта 1875 — 4 марта 1887 | вакантно с 30 октября по 15 ноября 1881 года | | | |                                       | |                            |
| 3                                           | 5                                         | 5                                             | 47 | Сэмюэл Макмиллан 1826—1897 был избран сенатором в 1875 году, переизбран в 1881 году. Не участвовал в выборах 1886 года. | 4 марта 1875 — 4 марта 1887 | 8 | | | Уильям Уиндом 1827—1891 после отстранения от работы казначеем вернулся к работе в Сенате в ноябре 1881 года, закончил свой срок, проиграл выборы в 1883 году. | 15 ноября 1881 — 4 марта 1883         | |                            |
| 3                                           | 5                                         | 48                                            | 6 | Сэмюэл Макмиллан 1826—1897 был избран сенатором в 1875 году, переизбран в 1881 году. Не участвовал в выборах 1886 года. | 4 марта 1875 — 4 марта 1887 | 9 | | | Дуайт Сабин 1843—1902 был избран в 1883 году, проиграл выборы в 1889 году. | 4 марта 1883 — 4 марта 1889           | |                            |
| 3                                           | 5                                         | 49                                            | 6 | Сэмюэл Макмиллан 1826—1897 был избран сенатором в 1875 году, переизбран в 1881 году. Не участвовал в выборах 1886 года. | 4 марта 1875 — 4 марта 1887 | 9 | | | Дуайт Сабин 1843—1902 был избран в 1883 году, проиграл выборы в 1889 году. | 4 марта 1883 — 4 марта 1889           | |                            |
| 4                                           |                                           |                                               | 6 | Кушман Девис 1838—1900 был избран сенатором в 1886 году, переизбран в 1892 и 1898 годах. Был председателем комитетов по пенсионному обеспечению, территориям, международным отношениям. Умер 27 ноября 1900 года в должности. | 4 марта 1887 — 27 ноября 1900 | 9 | 6 | 50 | Дуайт Сабин 1843—1902 был избран в 1883 году, проиграл выборы в 1889 году. | 4 марта 1883 — 4 марта 1889           | |                            |
| 4                                           | 51                                        | 7                                             | 10 | Кушман Девис 1838—1900 был избран сенатором в 1886 году, переизбран в 1892 и 1898 годах. Был председателем комитетов по пенсионному обеспечению, территориям, международным отношениям. Умер 27 ноября 1900 года в должности. | 4 марта 1887 — 27 ноября 1900 | | 6 | | Уильям Уошбёрн 1831—1912 был избран сенатором в 1889 году, проиграл выборы 1895 года. | 4 марта 1889 — 4 марта 1895           | |                            |
| 4                                           | 52                                        | 7                                             | 10 | Кушман Девис 1838—1900 был избран сенатором в 1886 году, переизбран в 1892 и 1898 годах. Был председателем комитетов по пенсионному обеспечению, территориям, международным отношениям. Умер 27 ноября 1900 года в должности. | 4 марта 1887 — 27 ноября 1900 | | 6 | | Уильям Уошбёрн 1831—1912 был избран сенатором в 1889 году, проиграл выборы 1895 года. | 4 марта 1889 — 4 марта 1895           | |                            |
| 4                                           | 7                                         | 7                                             | 10 | Кушман Девис 1838—1900 был избран сенатором в 1886 году, переизбран в 1892 и 1898 годах. Был председателем комитетов по пенсионному обеспечению, территориям, международным отношениям. Умер 27 ноября 1900 года в должности. | 4 марта 1887 — 27 ноября 1900 | 53 | | | Уильям Уошбёрн 1831—1912 был избран сенатором в 1889 году, проиграл выборы 1895 года. | 4 марта 1889 — 4 марта 1895           | |                            |
| 4                                           | 7                                         | 54                                            | 8 | Кушман Девис 1838—1900 был избран сенатором в 1886 году, переизбран в 1892 и 1898 годах. Был председателем комитетов по пенсионному обеспечению, территориям, международным отношениям. Умер 27 ноября 1900 года в должности. | 4 марта 1887 — 27 ноября 1900 | 11 | | | Ньют Нельсон 1843—1923 был избран сенатором в 1895 году, переизбран в 1901, 1907, 1912 и 1918 годах. Был председателем комитетов разработки Миссисипи и её притоков, общественных земель, торговли, пяти цивилизованных индийских племён и судебного комитета. Умер в должности 28 апреля 1923 года. | 4 марта 1895 — 28 апреля 1923         | |                            |
| 4                                           | 7                                         | 55                                            | 8 | Кушман Девис 1838—1900 был избран сенатором в 1886 году, переизбран в 1892 и 1898 годах. Был председателем комитетов по пенсионному обеспечению, территориям, международным отношениям. Умер 27 ноября 1900 года в должности. | 4 марта 1887 — 27 ноября 1900 | 11 | | | Ньют Нельсон 1843—1923 был избран сенатором в 1895 году, переизбран в 1901, 1907, 1912 и 1918 годах. Был председателем комитетов разработки Миссисипи и её притоков, общественных земель, торговли, пяти цивилизованных индийских племён и судебного комитета. Умер в должности 28 апреля 1923 года. | 4 марта 1895 — 28 апреля 1923         | |                            |
| 4                                           | 8                                         | 56                                            | 8 | Кушман Девис 1838—1900 был избран сенатором в 1886 году, переизбран в 1892 и 1898 годах. Был председателем комитетов по пенсионному обеспечению, территориям, международным отношениям. Умер 27 ноября 1900 года в должности. | 4 марта 1887 — 27 ноября 1900 | 11 | | | Ньют Нельсон 1843—1923 был избран сенатором в 1895 году, переизбран в 1901, 1907, 1912 и 1918 годах. Был председателем комитетов разработки Миссисипи и её притоков, общественных земель, торговли, пяти цивилизованных индийских племён и судебного комитета. Умер в должности 28 апреля 1923 года. | 4 марта 1895 — 28 апреля 1923         | |                            |
| вакантно с 27 ноября по 5 декабря 1900 года | 8                                         | 56                                            | 8 | | | 11 | | | Ньют Нельсон 1843—1923 был избран сенатором в 1895 году, переизбран в 1901, 1907, 1912 и 1918 годах. Был председателем комитетов разработки Миссисипи и её притоков, общественных земель, торговли, пяти цивилизованных индийских племён и судебного комитета. Умер в должности 28 апреля 1923 года. | 4 марта 1895 — 28 апреля 1923         | |                            |
| 5                                           | 8                                         | 56                                            | 8 | | | 11 | Чарльз Таун 1858—1928 был назначен сенатором после смерти Кушмана Девиса для завершения его срока. | 5 декабря 1900 — 23 января 1901 | Ньют Нельсон 1843—1923 был избран сенатором в 1895 году, переизбран в 1901, 1907, 1912 и 1918 годах. Был председателем комитетов разработки Миссисипи и её притоков, общественных земель, торговли, пяти цивилизованных индийских племён и судебного комитета. Умер в должности 28 апреля 1923 года. | 4 марта 1895 — 28 апреля 1923         | |                            |
| 6                                           | 8                                         | 56                                            | 8 | | | 11 | Мозес Клэпп 1851—1929 был избран сенатором в 1901 году для завершения срока Кушмана Девиса, переизбран в 1905 и 1911 годах. Был председателем комитетов по изучению ветвей государственной службы, индейскому вопросу, межштатной торговли, стандартизации. Проиграл выборы в 1916 году. | 23 января 1901 — 4 марта 1917 | Ньют Нельсон 1843—1923 был избран сенатором в 1895 году, переизбран в 1901, 1907, 1912 и 1918 годах. Был председателем комитетов разработки Миссисипи и её притоков, общественных земель, торговли, пяти цивилизованных индийских племён и судебного комитета. Умер в должности 28 апреля 1923 года. | 4 марта 1895 — 28 апреля 1923         | |                            |
| 6                                           | 8                                         | 57                                            | 9 | | | 11 | Мозес Клэпп 1851—1929 был избран сенатором в 1901 году для завершения срока Кушмана Девиса, переизбран в 1905 и 1911 годах. Был председателем комитетов по изучению ветвей государственной службы, индейскому вопросу, межштатной торговли, стандартизации. Проиграл выборы в 1916 году. | 23 января 1901 — 4 марта 1917 | Ньют Нельсон 1843—1923 был избран сенатором в 1895 году, переизбран в 1901, 1907, 1912 и 1918 годах. Был председателем комитетов разработки Миссисипи и её притоков, общественных земель, торговли, пяти цивилизованных индийских племён и судебного комитета. Умер в должности 28 апреля 1923 года. | 4 марта 1895 — 28 апреля 1923         | |                            |
| 6                                           | 8                                         | 58                                            | 9 | | | 11 | Мозес Клэпп 1851—1929 был избран сенатором в 1901 году для завершения срока Кушмана Девиса, переизбран в 1905 и 1911 годах. Был председателем комитетов по изучению ветвей государственной службы, индейскому вопросу, межштатной торговли, стандартизации. Проиграл выборы в 1916 году. | 23 января 1901 — 4 марта 1917 | Ньют Нельсон 1843—1923 был избран сенатором в 1895 году, переизбран в 1901, 1907, 1912 и 1918 годах. Был председателем комитетов разработки Миссисипи и её притоков, общественных земель, торговли, пяти цивилизованных индийских племён и судебного комитета. Умер в должности 28 апреля 1923 года. | 4 марта 1895 — 28 апреля 1923         | |                            |
| 6                                           | 9                                         | 59                                            | 9 | | | 11 | Мозес Клэпп 1851—1929 был избран сенатором в 1901 году для завершения срока Кушмана Девиса, переизбран в 1905 и 1911 годах. Был председателем комитетов по изучению ветвей государственной службы, индейскому вопросу, межштатной торговли, стандартизации. Проиграл выборы в 1916 году. | 23 января 1901 — 4 марта 1917 | Ньют Нельсон 1843—1923 был избран сенатором в 1895 году, переизбран в 1901, 1907, 1912 и 1918 годах. Был председателем комитетов разработки Миссисипи и её притоков, общественных земель, торговли, пяти цивилизованных индийских племён и судебного комитета. Умер в должности 28 апреля 1923 года. | 4 марта 1895 — 28 апреля 1923         | |                            |
| 6                                           | 9                                         | 60                                            | 10 | | | 11 | Мозес Клэпп 1851—1929 был избран сенатором в 1901 году для завершения срока Кушмана Девиса, переизбран в 1905 и 1911 годах. Был председателем комитетов по изучению ветвей государственной службы, индейскому вопросу, межштатной торговли, стандартизации. Проиграл выборы в 1916 году. | 23 января 1901 — 4 марта 1917 | Ньют Нельсон 1843—1923 был избран сенатором в 1895 году, переизбран в 1901, 1907, 1912 и 1918 годах. Был председателем комитетов разработки Миссисипи и её притоков, общественных земель, торговли, пяти цивилизованных индийских племён и судебного комитета. Умер в должности 28 апреля 1923 года. | 4 марта 1895 — 28 апреля 1923         | |                            |
| 6                                           | 9                                         | 61                                            | 10 | | | 11 | Мозес Клэпп 1851—1929 был избран сенатором в 1901 году для завершения срока Кушмана Девиса, переизбран в 1905 и 1911 годах. Был председателем комитетов по изучению ветвей государственной службы, индейскому вопросу, межштатной торговли, стандартизации. Проиграл выборы в 1916 году. | 23 января 1901 — 4 марта 1917 | Ньют Нельсон 1843—1923 был избран сенатором в 1895 году, переизбран в 1901, 1907, 1912 и 1918 годах. Был председателем комитетов разработки Миссисипи и её притоков, общественных земель, торговли, пяти цивилизованных индийских племён и судебного комитета. Умер в должности 28 апреля 1923 года. | 4 марта 1895 — 28 апреля 1923         | |                            |
| 6                                           | 10                                        | 62                                            | 10 | | | 11 | Мозес Клэпп 1851—1929 был избран сенатором в 1901 году для завершения срока Кушмана Девиса, переизбран в 1905 и 1911 годах. Был председателем комитетов по изучению ветвей государственной службы, индейскому вопросу, межштатной торговли, стандартизации. Проиграл выборы в 1916 году. | 23 января 1901 — 4 марта 1917 | Ньют Нельсон 1843—1923 был избран сенатором в 1895 году, переизбран в 1901, 1907, 1912 и 1918 годах. Был председателем комитетов разработки Миссисипи и её притоков, общественных земель, торговли, пяти цивилизованных индийских племён и судебного комитета. Умер в должности 28 апреля 1923 года. | 4 марта 1895 — 28 апреля 1923         | |                            |
| 6                                           | 10                                        | 63                                            | 11 | | | 11 | Мозес Клэпп 1851—1929 был избран сенатором в 1901 году для завершения срока Кушмана Девиса, переизбран в 1905 и 1911 годах. Был председателем комитетов по изучению ветвей государственной службы, индейскому вопросу, межштатной торговли, стандартизации. Проиграл выборы в 1916 году. | 23 января 1901 — 4 марта 1917 | Ньют Нельсон 1843—1923 был избран сенатором в 1895 году, переизбран в 1901, 1907, 1912 и 1918 годах. Был председателем комитетов разработки Миссисипи и её притоков, общественных земель, торговли, пяти цивилизованных индийских племён и судебного комитета. Умер в должности 28 апреля 1923 года. | 4 марта 1895 — 28 апреля 1923         | |                            |
| 6                                           | 10                                        | 64                                            | 11 | | | 11 | Мозес Клэпп 1851—1929 был избран сенатором в 1901 году для завершения срока Кушмана Девиса, переизбран в 1905 и 1911 годах. Был председателем комитетов по изучению ветвей государственной службы, индейскому вопросу, межштатной торговли, стандартизации. Проиграл выборы в 1916 году. | 23 января 1901 — 4 марта 1917 | Ньют Нельсон 1843—1923 был избран сенатором в 1895 году, переизбран в 1901, 1907, 1912 и 1918 годах. Был председателем комитетов разработки Миссисипи и её притоков, общественных земель, торговли, пяти цивилизованных индийских племён и судебного комитета. Умер в должности 28 апреля 1923 года. | 4 марта 1895 — 28 апреля 1923         | |                            |
| 7                                           |                                           |                                               | 11 | Фрэнк Биллингс Келлог 1856—1937 был избран сенатором в 1917 году, был председателем комитета национальных банков. Проиграл выборы 1922 году.                                                                                  | 4 марта 1917 — 4 марта 1923 | 11 | 11 | 65 | Ньют Нельсон 1843—1923 был избран сенатором в 1895 году, переизбран в 1901, 1907, 1912 и 1918 годах. Был председателем комитетов разработки Миссисипи и её притоков, общественных земель, торговли, пяти цивилизованных индийских племён и судебного комитета. Умер в должности 28 апреля 1923 года. | 4 марта 1895 — 28 апреля 1923         | |                            |
| 7                                           | 66                                        | 12                                            | | Фрэнк Биллингс Келлог 1856—1937 был избран сенатором в 1917 году, был председателем комитета национальных банков. Проиграл выборы 1922 году.                                                                                  | 4 марта 1917 — 4 марта 1923 | 11 | 11 | | Ньют Нельсон 1843—1923 был избран сенатором в 1895 году, переизбран в 1901, 1907, 1912 и 1918 годах. Был председателем комитетов разработки Миссисипи и её притоков, общественных земель, торговли, пяти цивилизованных индийских племён и судебного комитета. Умер в должности 28 апреля 1923 года. | 4 марта 1895 — 28 апреля 1923         | |                            |
| 7                                           | 67                                        | 12                                            | | Фрэнк Биллингс Келлог 1856—1937 был избран сенатором в 1917 году, был председателем комитета национальных банков. Проиграл выборы 1922 году.                                                                                  | 4 марта 1917 — 4 марта 1923 | 11 | 11 | | Ньют Нельсон 1843—1923 был избран сенатором в 1895 году, переизбран в 1901, 1907, 1912 и 1918 годах. Был председателем комитетов разработки Миссисипи и её притоков, общественных земель, торговли, пяти цивилизованных индийских племён и судебного комитета. Умер в должности 28 апреля 1923 года. | 4 марта 1895 — 28 апреля 1923         | |                            |
| 8                                           |                                           | 12                                            | | Генрик Шипстед 1881—1960 был избран сенатором в 1922 году от фермерско- трудовой партии Миннесоты, был переизбран в 1928, 1934 годах. В 1940 году был переизбран как республиканец. Проиграл выборы в 1946 году.              | 4 марта 1923 — 3 марта 1947 | 12 | 68 | | |                                       | |                            |
| 8                                           | вакантно с 28 апреля по 16 июля 1923 года | 12                                            | | Генрик Шипстед 1881—1960 был избран сенатором в 1922 году от фермерско- трудовой партии Миннесоты, был переизбран в 1928, 1934 годах. В 1940 году был переизбран как республиканец. Проиграл выборы в 1946 году.              | 4 марта 1923 — 3 марта 1947 | 12 | 68 | | |                                       | |                            |
| 8                                           | 12                                        | 12                                            | | Генрик Шипстед 1881—1960 был избран сенатором в 1922 году от фермерско- трудовой партии Миннесоты, был переизбран в 1928, 1934 годах. В 1940 году был переизбран как республиканец. Проиграл выборы в 1946 году.              | 4 марта 1923 — 3 марта 1947 | 12 | 68 | | Магнус Джонсон 1871—1936 был избран сенатором в 1923 году для окончания срока Ньюта Нельсона. Проиграл выборы 1924 года. | 16 июля 1923 — 4 марта 1925           | |                            |
| 8                                           | 69                                        | 13                                            | 13 | Генрик Шипстед 1881—1960 был избран сенатором в 1922 году от фермерско- трудовой партии Миннесоты, был переизбран в 1928, 1934 годах. В 1940 году был переизбран как республиканец. Проиграл выборы в 1946 году.              | 4 марта 1923 — 3 марта 1947 | 12 | | | Томас Шалл 1878—1935 был избран сенатором в 1924 году, переизбран в 1930 году. Был председателем комитета по межокеанным каналам. Умер в должности 22 декабря 1935 года. | 4 марта 1925 — 22 декабря 1935        | |                            |
| 8                                           | 70                                        | 13                                            | 13 | Генрик Шипстед 1881—1960 был избран сенатором в 1922 году от фермерско- трудовой партии Миннесоты, был переизбран в 1928, 1934 годах. В 1940 году был переизбран как республиканец. Проиграл выборы в 1946 году.              | 4 марта 1923 — 3 марта 1947 | 12 | | | Томас Шалл 1878—1935 был избран сенатором в 1924 году, переизбран в 1930 году. Был председателем комитета по межокеанным каналам. Умер в должности 22 декабря 1935 года. | 4 марта 1925 — 22 декабря 1935        | |                            |
| 8                                           | 13                                        | 13                                            | 13 | Генрик Шипстед 1881—1960 был избран сенатором в 1922 году от фермерско- трудовой партии Миннесоты, был переизбран в 1928, 1934 годах. В 1940 году был переизбран как республиканец. Проиграл выборы в 1946 году.              | 4 марта 1923 — 3 марта 1947 | 71 | | | Томас Шалл 1878—1935 был избран сенатором в 1924 году, переизбран в 1930 году. Был председателем комитета по межокеанным каналам. Умер в должности 22 декабря 1935 года. | 4 марта 1925 — 22 декабря 1935        | |                            |
| 8                                           | 13                                        | 72                                            | 13 | Генрик Шипстед 1881—1960 был избран сенатором в 1922 году от фермерско- трудовой партии Миннесоты, был переизбран в 1928, 1934 годах. В 1940 году был переизбран как республиканец. Проиграл выборы в 1946 году.              | 4 марта 1923 — 3 марта 1947 | 14 | | | Томас Шалл 1878—1935 был избран сенатором в 1924 году, переизбран в 1930 году. Был председателем комитета по межокеанным каналам. Умер в должности 22 декабря 1935 года. | 4 марта 1925 — 22 декабря 1935        | |                            |
| 8                                           | 13                                        | 73                                            | 13 | Генрик Шипстед 1881—1960 был избран сенатором в 1922 году от фермерско- трудовой партии Миннесоты, был переизбран в 1928, 1934 годах. В 1940 году был переизбран как республиканец. Проиграл выборы в 1946 году.              | 4 марта 1923 — 3 марта 1947 | 14 | | | Томас Шалл 1878—1935 был избран сенатором в 1924 году, переизбран в 1930 году. Был председателем комитета по межокеанным каналам. Умер в должности 22 декабря 1935 года. | 4 марта 1925 — 22 декабря 1935        | |                            |
| 8                                           | 14                                        | 74                                            | 13 | Генрик Шипстед 1881—1960 был избран сенатором в 1922 году от фермерско- трудовой партии Миннесоты, был переизбран в 1928, 1934 годах. В 1940 году был переизбран как республиканец. Проиграл выборы в 1946 году.              | 4 марта 1923 — 3 марта 1947 | 14 | | | Томас Шалл 1878—1935 был избран сенатором в 1924 году, переизбран в 1930 году. Был председателем комитета по межокеанным каналам. Умер в должности 22 декабря 1935 года. | 4 марта 1925 — 22 декабря 1935        | |                            |
| 8                                           | 14                                        | 74                                            | вакантно с 22 по 27 декабря 1935 года | Генрик Шипстед 1881—1960 был избран сенатором в 1922 году от фермерско- трудовой партии Миннесоты, был переизбран в 1928, 1934 годах. В 1940 году был переизбран как республиканец. Проиграл выборы в 1946 году.              | 4 марта 1923 — 3 марта 1947 | 14 | | | |                                       | |                            |
| 8                                           | 14                                        | 74                                            | 14 | Генрик Шипстед 1881—1960 был избран сенатором в 1922 году от фермерско- трудовой партии Миннесоты, был переизбран в 1928, 1934 годах. В 1940 году был переизбран как республиканец. Проиграл выборы в 1946 году.              | 4 марта 1923 — 3 марта 1947 | 14 | | | Элмер Бенсон 1895—1985 был назначен сенатором для окончания срока Томаса Шалла до выборов следующего сенатора. | 27 декабря 1935 — 3 ноября 1936       | |                            |
| 8                                           | 14                                        | 74                                            | 15 | Генрик Шипстед 1881—1960 был избран сенатором в 1922 году от фермерско- трудовой партии Миннесоты, был переизбран в 1928, 1934 годах. В 1940 году был переизбран как республиканец. Проиграл выборы в 1946 году.              | 4 марта 1923 — 3 марта 1947 | 14 | | | Ги Ховард 1879—1954 был избран сенатором в 1936 году для окончания срока Томаса Шалла. На следующий срок не баллотировался. | 4 ноября 1936 — 3 января 1937         | |                            |
| 8                                           | 14                                        | 75                                            | 15 | Генрик Шипстед 1881—1960 был избран сенатором в 1922 году от фермерско- трудовой партии Миннесоты, был переизбран в 1928, 1934 годах. В 1940 году был переизбран как республиканец. Проиграл выборы в 1946 году.              | 4 марта 1923 — 3 марта 1947 | 16 | | | Эрнест Ландин 1878—1940 был избран сенатором в 1937 году, умер в должности 31 августа 1940 года. | 3 января 1937 — 31 августа 1940       | |                            |
| 8                                           | 14                                        | 76                                            | 15 | Генрик Шипстед 1881—1960 был избран сенатором в 1922 году от фермерско- трудовой партии Миннесоты, был переизбран в 1928, 1934 годах. В 1940 году был переизбран как республиканец. Проиграл выборы в 1946 году.              | 4 марта 1923 — 3 марта 1947 | 16 | | | Эрнест Ландин 1878—1940 был избран сенатором в 1937 году, умер в должности 31 августа 1940 года. | 3 января 1937 — 31 августа 1940       | |                            |
| 8                                           | 14                                        | вакантно с 31 августа по 14 октября 1940 года | 15 | Генрик Шипстед 1881—1960 был избран сенатором в 1922 году от фермерско- трудовой партии Миннесоты, был переизбран в 1928, 1934 годах. В 1940 году был переизбран как республиканец. Проиграл выборы в 1946 году.              | 4 марта 1923 — 3 марта 1947 | | | | |                                       | |                            |
| 8                                           | 14                                        | 17                                            | 15 | Генрик Шипстед 1881—1960 был избран сенатором в 1922 году от фермерско- трудовой партии Миннесоты, был переизбран в 1928, 1934 годах. В 1940 году был переизбран как республиканец. Проиграл выборы в 1946 году.              | 4 марта 1923 — 3 марта 1947 | | | Джозеф Болл 1905—1993 был назначен сенатором 14 октября 1940 года для окончания срока Эрнеста Ландина до выборов следующего сенатора.                                                                | 14 октября 1940 — 3 ноября 1942 |                                       | |                            |
| 8                                           |                                           | 17                                            | 15 | Генрик Шипстед 1881—1960 был избран сенатором в 1922 году от фермерско- трудовой партии Миннесоты, был переизбран в 1928, 1934 годах. В 1940 году был переизбран как республиканец. Проиграл выборы в 1946 году.              | 4 марта 1923 — 3 марта 1947 | 15 | 77 | Джозеф Болл 1905—1993 был назначен сенатором 14 октября 1940 года для окончания срока Эрнеста Ландина до выборов следующего сенатора.                                                                | 14 октября 1940 — 3 ноября 1942 |                                       | |                            |
| 8                                           | вакантно с 3 по 18 ноября 1942 года       |                                               | 15 | Генрик Шипстед 1881—1960 был избран сенатором в 1922 году от фермерско- трудовой партии Миннесоты, был переизбран в 1928, 1934 годах. В 1940 году был переизбран как республиканец. Проиграл выборы в 1946 году.              | 4 марта 1923 — 3 марта 1947 | 15 | 77 | | |                                       | |                            |
| 8                                           | 18]                                       |                                               | 15 | Генрик Шипстед 1881—1960 был избран сенатором в 1922 году от фермерско- трудовой партии Миннесоты, был переизбран в 1928, 1934 годах. В 1940 году был переизбран как республиканец. Проиграл выборы в 1946 году.              | 4 марта 1923 — 3 марта 1947 | 15 | 77 | | Артур Нельсон 1892—1955 был избран сенатором 3 ноября 1942 года для окончания срока Эрнеста Ландина, приступил к обязанностям 18 ноября 1942 года. Повторно не баллотировался. | 18 ноября 1942 — 3 января 1943        | |                            |
| 8                                           | 78                                        | 16                                            | 19 | Генрик Шипстед 1881—1960 был избран сенатором в 1922 году от фермерско- трудовой партии Миннесоты, был переизбран в 1928, 1934 годах. В 1940 году был переизбран как республиканец. Проиграл выборы в 1946 году.              | 4 марта 1923 — 3 марта 1947 | 15 | | | Джозеф Болл 1905—1993 был избран сенатором в 1942 году, проиграл выборы в 1948 году. | 3 января 1943 — 3 января 1949         | |                            |
| 8                                           | 79                                        | 16                                            | 19 | Генрик Шипстед 1881—1960 был избран сенатором в 1922 году от фермерско- трудовой партии Миннесоты, был переизбран в 1928, 1934 годах. В 1940 году был переизбран как республиканец. Проиграл выборы в 1946 году.              | 4 марта 1923 — 3 марта 1947 | 15 | | | Джозеф Болл 1905—1993 был избран сенатором в 1942 году, проиграл выборы в 1948 году. | 3 января 1943 — 3 января 1949         | |                            |
| 9                                           |                                           | 16                                            | 19 | | Эдвард Джон Тай 1896—1969 был избран сенатором в 1946 году, переизбран в 1952 году. Был председателем комитета по малому бизнесу. Проиграл выборы в 1958 году. | 3 января 1947 — 3 января 1959 | 16 | 80 | Джозеф Болл 1905—1993 был избран сенатором в 1942 году, проиграл выборы в 1948 году. | 3 января 1943 — 3 января 1949         | |                            |
| 9                                           | 81                                        | 17                                            | 20 | | Эдвард Джон Тай 1896—1969 был избран сенатором в 1946 году, переизбран в 1952 году. Был председателем комитета по малому бизнесу. Проиграл выборы в 1958 году. | 3 января 1947 — 3 января 1959 | 16 | | Хьюберт Хамфри 1911—1978 был избран сенатором в 1948 году, переизбран в 1954 и 1960 годах. 3 декабря 1964 года покинул должность и стал вице-президентом США. | 3 января 1949 — 3 декабря 1964        | |                            |
| 9                                           | 82                                        | 17                                            | 20 | | Эдвард Джон Тай 1896—1969 был избран сенатором в 1946 году, переизбран в 1952 году. Был председателем комитета по малому бизнесу. Проиграл выборы в 1958 году. | 3 января 1947 — 3 января 1959 | 16 | | Хьюберт Хамфри 1911—1978 был избран сенатором в 1948 году, переизбран в 1954 и 1960 годах. 3 декабря 1964 года покинул должность и стал вице-президентом США. | 3 января 1949 — 3 декабря 1964        | |                            |
| 9                                           | 17                                        | 17                                            | 20 | 83 | Эдвард Джон Тай 1896—1969 был избран сенатором в 1946 году, переизбран в 1952 году. Был председателем комитета по малому бизнесу. Проиграл выборы в 1958 году. | 3 января 1947 — 3 января 1959 | | | Хьюберт Хамфри 1911—1978 был избран сенатором в 1948 году, переизбран в 1954 и 1960 годах. 3 декабря 1964 года покинул должность и стал вице-президентом США. | 3 января 1949 — 3 декабря 1964        | |                            |
| 9                                           | 17                                        | 84                                            | 20 | 18 | Эдвард Джон Тай 1896—1969 был избран сенатором в 1946 году, переизбран в 1952 году. Был председателем комитета по малому бизнесу. Проиграл выборы в 1958 году. | 3 января 1947 — 3 января 1959 | | | Хьюберт Хамфри 1911—1978 был избран сенатором в 1948 году, переизбран в 1954 и 1960 годах. 3 декабря 1964 года покинул должность и стал вице-президентом США. | 3 января 1949 — 3 декабря 1964        | |                            |
| 9                                           | 17                                        | 85                                            | 20 | 18 | Эдвард Джон Тай 1896—1969 был избран сенатором в 1946 году, переизбран в 1952 году. Был председателем комитета по малому бизнесу. Проиграл выборы в 1958 году. | 3 января 1947 — 3 января 1959 | | | Хьюберт Хамфри 1911—1978 был избран сенатором в 1948 году, переизбран в 1954 и 1960 годах. 3 декабря 1964 года покинул должность и стал вице-президентом США. | 3 января 1949 — 3 декабря 1964        | |                            |
| 10                                          |                                           |                                               | 20 | 18 | Юджин Маккарти 1916—2005 был избран сенатором в 1958 году, переизбран в 1964 году, не баллотировался в 1970 году, проиграл выборы 1982 года.                   | 3 января 1959 — 3 декабря 1971 | 18 | 86 | Хьюберт Хамфри 1911—1978 был избран сенатором в 1948 году, переизбран в 1954 и 1960 годах. 3 декабря 1964 года покинул должность и стал вице-президентом США. | 3 января 1949 — 3 декабря 1964        | |                            |
| 10                                          | 87                                        | 19                                            | 20 | | Юджин Маккарти 1916—2005 был избран сенатором в 1958 году, переизбран в 1964 году, не баллотировался в 1970 году, проиграл выборы 1982 года.                   | 3 января 1959 — 3 декабря 1971 | 18 | | Хьюберт Хамфри 1911—1978 был избран сенатором в 1948 году, переизбран в 1954 и 1960 годах. 3 декабря 1964 года покинул должность и стал вице-президентом США. | 3 января 1949 — 3 декабря 1964        | |                            |
| 10                                          | 88                                        | 19                                            | 20 | | Юджин Маккарти 1916—2005 был избран сенатором в 1958 году, переизбран в 1964 году, не баллотировался в 1970 году, проиграл выборы 1982 года.                   | 3 января 1959 — 3 декабря 1971 | 18 | | Хьюберт Хамфри 1911—1978 был избран сенатором в 1948 году, переизбран в 1954 и 1960 годах. 3 декабря 1964 года покинул должность и стал вице-президентом США. | 3 января 1949 — 3 декабря 1964        | |                            |
| 10                                          | 21                                        | 19                                            | | | Юджин Маккарти 1916—2005 был избран сенатором в 1958 году, переизбран в 1964 году, не баллотировался в 1970 году, проиграл выборы 1982 года.                   | 3 января 1959 — 3 декабря 1971 | 18 | Уолтер Мондейл 1928—2021 был назначен сенатором в 1964 году для окончания срока Хьюберта Хамфри, переизбран в 1966 и 1972 годах. 30 декабря 1976 года покинул должность и стал вице-президентом США. | 30 декабря 1964 — 30 декабря 1976 |                                       | |                            |
| 10                                          | 21                                        | 19                                            | 19 | 89 | Юджин Маккарти 1916—2005 был избран сенатором в 1958 году, переизбран в 1964 году, не баллотировался в 1970 году, проиграл выборы 1982 года.                   | 3 января 1959 — 3 декабря 1971 | | Уолтер Мондейл 1928—2021 был назначен сенатором в 1964 году для окончания срока Хьюберта Хамфри, переизбран в 1966 и 1972 годах. 30 декабря 1976 года покинул должность и стал вице-президентом США. | 30 декабря 1964 — 30 декабря 1976 |                                       | |                            |
| 10                                          | 21                                        | 90                                            | 19 | 20 | Юджин Маккарти 1916—2005 был избран сенатором в 1958 году, переизбран в 1964 году, не баллотировался в 1970 году, проиграл выборы 1982 года.                   | 3 января 1959 — 3 декабря 1971 | | Уолтер Мондейл 1928—2021 был назначен сенатором в 1964 году для окончания срока Хьюберта Хамфри, переизбран в 1966 и 1972 годах. 30 декабря 1976 года покинул должность и стал вице-президентом США. | 30 декабря 1964 — 30 декабря 1976 |                                       | |                            |
| 10                                          | 21                                        | 91                                            | 19 | 20 | Юджин Маккарти 1916—2005 был избран сенатором в 1958 году, переизбран в 1964 году, не баллотировался в 1970 году, проиграл выборы 1982 года.                   | 3 января 1959 — 3 декабря 1971 | | Уолтер Мондейл 1928—2021 был назначен сенатором в 1964 году для окончания срока Хьюберта Хамфри, переизбран в 1966 и 1972 годах. 30 декабря 1976 года покинул должность и стал вице-президентом США. | 30 декабря 1964 — 30 декабря 1976 |                                       | |                            |
| 11                                          | 21                                        |                                               | | 20 | Хьюберт Хамфри 1911—1978 был повторно избран сенатором в 1970 году, переизбран в 1976 году. Умер в должности 13 января 1978 года.                              | 3 января 1971 — 13 января 1978 | 20 | Уолтер Мондейл 1928—2021 был назначен сенатором в 1964 году для окончания срока Хьюберта Хамфри, переизбран в 1966 и 1972 годах. 30 декабря 1976 года покинул должность и стал вице-президентом США. | 30 декабря 1964 — 30 декабря 1976 | 92                                    | |                            |
| 11                                          | 21                                        | 93                                            | 21 | | Хьюберт Хамфри 1911—1978 был повторно избран сенатором в 1970 году, переизбран в 1976 году. Умер в должности 13 января 1978 года.                              | 3 января 1971 — 13 января 1978 | 20 | Уолтер Мондейл 1928—2021 был назначен сенатором в 1964 году для окончания срока Хьюберта Хамфри, переизбран в 1966 и 1972 годах. 30 декабря 1976 года покинул должность и стал вице-президентом США. | 30 декабря 1964 — 30 декабря 1976 |                                       | |                            |
| 11                                          | 21                                        | 94                                            | 21 | | Хьюберт Хамфри 1911—1978 был повторно избран сенатором в 1970 году, переизбран в 1976 году. Умер в должности 13 января 1978 года.                              | 3 января 1971 — 13 января 1978 | 20 | Уолтер Мондейл 1928—2021 был назначен сенатором в 1964 году для окончания срока Хьюберта Хамфри, переизбран в 1966 и 1972 годах. 30 декабря 1976 года покинул должность и стал вице-президентом США. | 30 декабря 1964 — 30 декабря 1976 |                                       | |                            |
| 11                                          | 22                                        |                                               | 21 | | Хьюберт Хамфри 1911—1978 был повторно избран сенатором в 1970 году, переизбран в 1976 году. Умер в должности 13 января 1978 года.                              | 3 января 1971 — 13 января 1978 | 20 | Уэнделл Андерсон 1933—2016 был назначен сенатором для окончания срока Уолтера Мондейла, проиграл выборы 1978 года.                                                                                   | 30 декабря 1976 — 29 декабря 1978 |                                       | |                            |
| 11                                          | 22                                        | 21                                            | 21 | 95 | Хьюберт Хамфри 1911—1978 был повторно избран сенатором в 1970 году, переизбран в 1976 году. Умер в должности 13 января 1978 года.                              | 3 января 1971 — 13 января 1978 | | Уэнделл Андерсон 1933—2016 был назначен сенатором для окончания срока Уолтера Мондейла, проиграл выборы 1978 года.                                                                                   | 30 декабря 1976 — 29 декабря 1978 |                                       | |                            |
| вакантно с 13 по 25 ноября 1978 года        | 22                                        | 21                                            | 21 | 95 | | | | Уэнделл Андерсон 1933—2016 был назначен сенатором для окончания срока Уолтера Мондейла, проиграл выборы 1978 года.                                                                                   | 30 декабря 1976 — 29 декабря 1978 |                                       | |                            |
| 12                                          | 22                                        | 21                                            | 21 | 95 | | | Мюриэль Хамфри-Браун 1912—1998 была назначена сенатором 25 января 1978 года для окончания срока её мужа Хьюберта Хамфри. На полный срок не баллотировалась. | Уэнделл Андерсон 1933—2016 был назначен сенатором для окончания срока Уолтера Мондейла, проиграл выборы 1978 года.                                                                                   | 30 декабря 1976 — 29 декабря 1978 | 25 января 1978 — 7 ноября 1978        | |                            |
| 13                                          |                                           | 21                                            | 21 | 95 | | Дэвид Дуренбергер 1934—2023 был избран сенатором для окончания срока Хьюберта Хамфри, переизбран в 1982 и 1988 годах. В 1994 году не баллотировался. | 7 ноября 1978 — 3 января 1995 | | |                                       | |                            |
| 13                                          | 23                                        | 21                                            | 21 | 95 | | Дэвид Дуренбергер 1934—2023 был избран сенатором для окончания срока Хьюберта Хамфри, переизбран в 1982 и 1988 годах. В 1994 году не баллотировался. | 7 ноября 1978 — 3 января 1995 | | Руби Бощвиц 1930— был избран сенатором в 1978 году, переизбран в 1984 году. Проиграл выборы в 1990 и 1996 годах. | 30 декабря 1978 — 3 января 1991       | |                            |
| 13                                          | 23                                        | 21                                            | 96 | 22 | | Дэвид Дуренбергер 1934—2023 был избран сенатором для окончания срока Хьюберта Хамфри, переизбран в 1982 и 1988 годах. В 1994 году не баллотировался. | 7 ноября 1978 — 3 января 1995 | | Руби Бощвиц 1930— был избран сенатором в 1978 году, переизбран в 1984 году. Проиграл выборы в 1990 и 1996 годах. | 30 декабря 1978 — 3 января 1991       | |                            |
| 13                                          | 23                                        | 21                                            | 97 | 22 | | Дэвид Дуренбергер 1934—2023 был избран сенатором для окончания срока Хьюберта Хамфри, переизбран в 1982 и 1988 годах. В 1994 году не баллотировался. | 7 ноября 1978 — 3 января 1995 | | Руби Бощвиц 1930— был избран сенатором в 1978 году, переизбран в 1984 году. Проиграл выборы в 1990 и 1996 годах. | 30 декабря 1978 — 3 января 1991       | |                            |
| 13                                          | 23                                        | 22                                            | 98 | 22 | | Дэвид Дуренбергер 1934—2023 был избран сенатором для окончания срока Хьюберта Хамфри, переизбран в 1982 и 1988 годах. В 1994 году не баллотировался. | 7 ноября 1978 — 3 января 1995 | | Руби Бощвиц 1930— был избран сенатором в 1978 году, переизбран в 1984 году. Проиграл выборы в 1990 и 1996 годах. | 30 декабря 1978 — 3 января 1991       | |                            |
| 13                                          | 23                                        | 22                                            | 99 | 23 | | Дэвид Дуренбергер 1934—2023 был избран сенатором для окончания срока Хьюберта Хамфри, переизбран в 1982 и 1988 годах. В 1994 году не баллотировался. | 7 ноября 1978 — 3 января 1995 | | Руби Бощвиц 1930— был избран сенатором в 1978 году, переизбран в 1984 году. Проиграл выборы в 1990 и 1996 годах. | 30 декабря 1978 — 3 января 1991       | |                            |
| 13                                          | 23                                        | 22                                            | 100 | 23 | | Дэвид Дуренбергер 1934—2023 был избран сенатором для окончания срока Хьюберта Хамфри, переизбран в 1982 и 1988 годах. В 1994 году не баллотировался. | 7 ноября 1978 — 3 января 1995 | | Руби Бощвиц 1930— был избран сенатором в 1978 году, переизбран в 1984 году. Проиграл выборы в 1990 и 1996 годах. | 30 декабря 1978 — 3 января 1991       | |                            |
| 13                                          | 23                                        | 23                                            | 101 | 23 | | Дэвид Дуренбергер 1934—2023 был избран сенатором для окончания срока Хьюберта Хамфри, переизбран в 1982 и 1988 годах. В 1994 году не баллотировался. | 7 ноября 1978 — 3 января 1995 | | Руби Бощвиц 1930— был избран сенатором в 1978 году, переизбран в 1984 году. Проиграл выборы в 1990 и 1996 годах. | 30 декабря 1978 — 3 января 1991       | |                            |
| 13                                          | 102                                       | 23                                            | 24 | 24 | | Дэвид Дуренбергер 1934—2023 был избран сенатором для окончания срока Хьюберта Хамфри, переизбран в 1982 и 1988 годах. В 1994 году не баллотировался. | 7 ноября 1978 — 3 января 1995 | | Пол Уэстоун 1944—2002 был избран сенатором в 1990 году, переизбран в 1996 году. На обоих выборах обошёл Руби Бощвица. Умер в должности 25 октября 2002 года. | 3 января 1991 — 25 октября 2002       | |                            |
| 13                                          | 103                                       | 23                                            | 24 | 24 | | Дэвид Дуренбергер 1934—2023 был избран сенатором для окончания срока Хьюберта Хамфри, переизбран в 1982 и 1988 годах. В 1994 году не баллотировался. | 7 ноября 1978 — 3 января 1995 | | Пол Уэстоун 1944—2002 был избран сенатором в 1990 году, переизбран в 1996 году. На обоих выборах обошёл Руби Бощвица. Умер в должности 25 октября 2002 года. | 3 января 1991 — 25 октября 2002       | |                            |
| 14                                          |                                           |                                               | 24 | 24 | Род Грамс 1948—2013 был выбран сенатором в 1994 году, проиграл выборы 2000 года.                                                                               | 3 января 1995 — 3 января 2001 | 24 | 104 | Пол Уэстоун 1944—2002 был избран сенатором в 1990 году, переизбран в 1996 году. На обоих выборах обошёл Руби Бощвица. Умер в должности 25 октября 2002 года. | 3 января 1991 — 25 октября 2002       | |                            |
| 14                                          | 105                                       | 25                                            | | 24 | Род Грамс 1948—2013 был выбран сенатором в 1994 году, проиграл выборы 2000 года.                                                                               | 3 января 1995 — 3 января 2001 | 24 | | Пол Уэстоун 1944—2002 был избран сенатором в 1990 году, переизбран в 1996 году. На обоих выборах обошёл Руби Бощвица. Умер в должности 25 октября 2002 года. | 3 января 1991 — 25 октября 2002       | |                            |
| 14                                          | 106                                       | 25                                            | | 24 | Род Грамс 1948—2013 был выбран сенатором в 1994 году, проиграл выборы 2000 года.                                                                               | 3 января 1995 — 3 января 2001 | 24 | | Пол Уэстоун 1944—2002 был избран сенатором в 1990 году, переизбран в 1996 году. На обоих выборах обошёл Руби Бощвица. Умер в должности 25 октября 2002 года. | 3 января 1991 — 25 октября 2002       | |                            |
| 15                                          |                                           | 25                                            | | 24 | Марк Дейтон 1947— был избран сенатором в 2000 году, повторно не баллотировался                                                                                 | 3 января 2001 — 3 января 2007 | 25 | 107 | Пол Уэстоун 1944—2002 был избран сенатором в 1990 году, переизбран в 1996 году. На обоих выборах обошёл Руби Бощвица. Умер в должности 25 октября 2002 года. | 3 января 1991 — 25 октября 2002       | |                            |
| 15                                          | вакантно с 25 октября по 4 ноября 2002    | 25                                            | | | Марк Дейтон 1947— был избран сенатором в 2000 году, повторно не баллотировался                                                                                 | 3 января 2001 — 3 января 2007 | 25 | 107 | |                                       | |                            |
| 15                                          | 25                                        | 25                                            | | | Марк Дейтон 1947— был избран сенатором в 2000 году, повторно не баллотировался                                                                                 | 3 января 2001 — 3 января 2007 | 25 | 107 | Дин Баркли 1950— проиграл выборы в Сенат в 1994 и 1996 годах. Был назначен сенатором в 2002 году для окончания срока Пола Уэстоуна | 4 ноября 2002 — 3 января 2003         | |                            |
| 15                                          | 108                                       | 26                                            | 26 | | Марк Дейтон 1947— был избран сенатором в 2000 году, повторно не баллотировался                                                                                 | 3 января 2001 — 3 января 2007 | 25 | | Норм Коулман 1949— был избран сенатором в 2002 году. Проиграл выборы 2008 года. | 3 января 2003 — 3 января 2009         | |                            |
| 15                                          | 109                                       | 26                                            | 26 | | Марк Дейтон 1947— был избран сенатором в 2000 году, повторно не баллотировался                                                                                 | 3 января 2001 — 3 января 2007 | 25 | | Норм Коулман 1949— был избран сенатором в 2002 году. Проиграл выборы 2008 года. | 3 января 2003 — 3 января 2009         | |                            |
| 16                                          |                                           | 26                                            | 26 | | Эми Клобушар 1960— была избрана сенатором в 2006 году, переизбрана в 2012, 2018, 2024 годах.                                                                   | 3 января 2007 — | 26 | 110 | Норм Коулман 1949— был избран сенатором в 2002 году. Проиграл выборы 2008 года. | 3 января 2003 — 3 января 2009         | |                            |
| 16                                          | 111                                       | 27                                            | вакантно с 3 января по 7 июля 2009 | вакантно с 3 января по 7 июля 2009 | вакантно с 3 января по 7 июля 2009 | вакантно с 3 января по 7 июля 2009 | вакантно с 3 января по 7 июля 2009 | | |                                       | |                            |
| 16                                          | 111                                       | 27                                            | 27 | | Эми Клобушар 1960— была избрана сенатором в 2006 году, переизбрана в 2012, 2018, 2024 годах.                                                                   | 3 января 2007 — | 26 | | Эл Франкен 1951— был избран сенатором в 2008 году, из-за спорных выборов вступил в должность только 7 июля 2009 года,после решения Верховного суда Миннесоты в его пользу. Был переизбран в 2014 году.                                                                                               | 7 июля 2009 — 2 января 2018           | |                            |
| 16                                          | 112                                       | 27                                            | 27 | | Эми Клобушар 1960— была избрана сенатором в 2006 году, переизбрана в 2012, 2018, 2024 годах.                                                                   | 3 января 2007 — | 26 | | Эл Франкен 1951— был избран сенатором в 2008 году, из-за спорных выборов вступил в должность только 7 июля 2009 года,после решения Верховного суда Миннесоты в его пользу. Был переизбран в 2014 году.                                                                                               | 7 июля 2009 — 2 января 2018           | |                            |
| 16                                          | 27                                        | 27                                            | 27 | 113 | Эми Клобушар 1960— была избрана сенатором в 2006 году, переизбрана в 2012, 2018, 2024 годах.                                                                   | 3 января 2007 — | | | Эл Франкен 1951— был избран сенатором в 2008 году, из-за спорных выборов вступил в должность только 7 июля 2009 года,после решения Верховного суда Миннесоты в его пользу. Был переизбран в 2014 году.                                                                                               | 7 июля 2009 — 2 января 2018           | |                            |
| 16                                          | 27                                        | 114                                           | 27 | 28 | Эми Клобушар 1960— была избрана сенатором в 2006 году, переизбрана в 2012, 2018, 2024 годах.                                                                   | 3 января 2007 — | | | Эл Франкен 1951— был избран сенатором в 2008 году, из-за спорных выборов вступил в должность только 7 июля 2009 года,после решения Верховного суда Миннесоты в его пользу. Был переизбран в 2014 году.                                                                                               | 7 июля 2009 — 2 января 2018           | |                            |
| 16                                          | 27                                        | 115                                           | 27 | 28 | Эми Клобушар 1960— была избрана сенатором в 2006 году, переизбрана в 2012, 2018, 2024 годах.                                                                   | 3 января 2007 — | | | Эл Франкен 1951— был избран сенатором в 2008 году, из-за спорных выборов вступил в должность только 7 июля 2009 года,после решения Верховного суда Миннесоты в его пользу. Был переизбран в 2014 году.                                                                                               | 7 июля 2009 — 2 января 2018           | |                            |
| 16                                          | 28                                        | 116                                           | 28 | 28 | Эми Клобушар 1960— была избрана сенатором в 2006 году, переизбрана в 2012, 2018, 2024 годах.                                                                   | 3 января 2007 — | | | Тина Смит 1958— назначена сенатором 3 января 2018 года для окончания срока Эла Франкена. Была избрана сенатором в 2020 году. | 3 января 2018 —                       | |                            |
| 16                                          | 28                                        | 117                                           | 28 | 29 | Эми Клобушар 1960— была избрана сенатором в 2006 году, переизбрана в 2012, 2018, 2024 годах.                                                                   | 3 января 2007 — | | | Тина Смит 1958— назначена сенатором 3 января 2018 года для окончания срока Эла Франкена. Была избрана сенатором в 2020 году. | 3 января 2018 —                       | |                            |
| 16                                          | 28                                        | 118                                           | 28 | 29 | Эми Клобушар 1960— была избрана сенатором в 2006 году, переизбрана в 2012, 2018, 2024 годах.                                                                   | 3 января 2007 — | | | Тина Смит 1958— назначена сенатором 3 января 2018 года для окончания срока Эла Франкена. Была избрана сенатором в 2020 году. | 3 января 2018 —                       | |                            |
| 16                                          | 29                                        | 119                                           | 28 | 29 | Эми Клобушар 1960— была избрана сенатором в 2006 году, переизбрана в 2012, 2018, 2024 годах.                                                                   | 3 января 2007 — | | | Тина Смит 1958— назначена сенатором 3 января 2018 года для окончания срока Эла Франкена. Была избрана сенатором в 2020 году. | 3 января 2018 —                       | |                            |
| 16                                          | 29                                        | 120                                           | 30 | Выборы в 2026 году. | Выборы в 2026 году. | Выборы в 2026 году. | Выборы в 2026 году. | Выборы в 2026 году. | |                                       | |                            |

## Комментарии
1. 1 2 3 4 5 6 7  Умер в должности.
2. 1 2  был назначен вице-президентом.
3. ↑  подал в отставку.